# Montgomery County (Indiana)
Montgomery County is een county in de Amerikaanse staat Indiana.
De county heeft een landoppervlakte van 1.307 km² en telt 37.629 inwoners (volkstelling 2000). De hoofdplaats is Crawfordsville.

## Bevolkingsontwikkeling

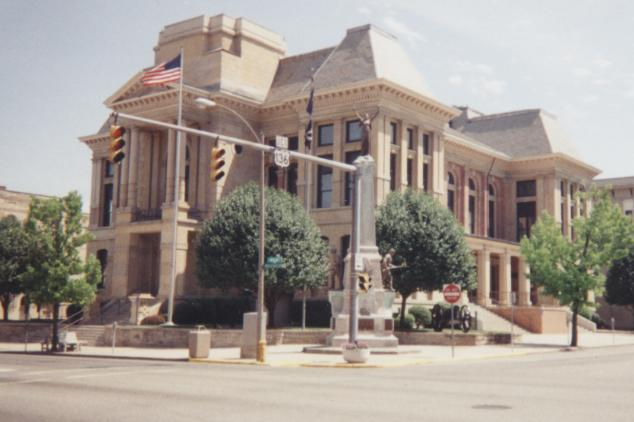
Montgomery County Courthouse